# Centroptilum
Genre
Centroptilum est un genre d'insectes de l'ordre des éphéméroptères et de la famille des Baetidae.

## Liste d'espèces
Selon ITIS (29 avril 2010) :
- Centroptilum alamance  (Traver, 1932)
- Centroptilum album  McDunnough, 1926
- Centroptilum asperatum  Traver, 1935
- Centroptilum bifurcatum  McDunnough, 1924
- Centroptilum conturbatum  McDunnough, 1929
- Centroptilum minor  (McDunnough, 1926)
- Centroptilum ozarkensum  Wiersema & Burian, 2000
- Centroptilum semirufum  McDunnough, 1926
- Centroptilum triangulifer  (McDunnough, 1931)
- Centroptilum victoriae  McDunnough, 1938

Selon NCBI (19 novembre 2024) :
- Centroptilum alamiae
- Centroptilum bifurcatum
- Centroptilum elongatum
- Centroptilum luteolum
- Centroptilum minor
- Centroptilum samraouii
- Centroptilum victoriae